# Paul W. Fairman
Paul Warren Fairman (geboren am 22. August 1909 in Missouri; gestorben im Oktober 1977 in Newark, New Jersey) war ein amerikanischer Schriftsteller und Herausgeber. Er verfasste neben Science-Fiction und Horrorliteratur auch Krimis und erotische Literatur.

## Leben
Fairman begann Ende der 1940er Jahre Kurzgeschichten zu veröffentlichen, seine erste SF-Geschichte, No Teeth for the Tiger, erschien 1950 in Amazing Stories. In den folgenden Jahren schrieb er zahlreiche Romane und Kurzgeschichten, teils unter eigenem Namen, teils unter verschiedenen Pseudonymen, darunter auch Verlagspseudonymen. Der von ihm häufig verwendete Name Ivar Jorgensen war ursprünglich ein persönliches Pseudonym, das zum Verlagspseudonym von Ziff Davis wurde. Das ähnlich lautende Pseudonym Ivar Jorgenson wurde von Robert Silverberg verwendet.
Er bediente diverse Genres und schrieb auch mehrere Tie-ins und Romanfassungen. Einige seiner Erzählungen wurden verfilmt bzw. waren Grundlage für Fernsehserien-Episoden, darunter auch eine Folge von Twilight Zone. Er schrieb unter dem Namen Lester del Reys und nach dessen Konzept mehrere SF-Romane für Jugendliche. Außerdem ist Fairman Verfasser einer Reihe von Erotikromanen und schrieb unter dem Pseudonym F. W. Paul mehrere Romane der Serie Man from S.T.U.D., einer Mischung aus Agenten- und Erotikroman.
Von März bis November 1952 war er der erste Herausgeber des SF-Magazins If und wechselte dann zu Ziff Davis. Im Juni 1954 verließ er den Verlag und arbeitete eine Zeit lang als freier Schriftsteller, um im Dezember 1955 wieder zu Ziff Davis zurückzukehren, wo er von Mai 1956 bis September 1958 Herausgeber der Magazine Amazing Stories und Fantastic war. Anschließend war er bis August 1963 Herausgeber von Ellery Queen’s Mystery Magazine. 1957 hatte er die Zeitschriften Dream World und Pen Pal gestartet, die er nach drei bzw. zwei Ausgaben aber wieder einstellen musste.

## Bibliographie
Romane
- The Glass Ladder (1950)
- Invasion From the Deep (1951)
- The Joy Wheel (1954)
- The Golden Ape (1959, als Adam Chase mit Milton Lesser, auch als Quest of the Golden Ape)
- Rest in Agony (1963, als Ivar Jorgensen, auch als The Diabolist, 1972)
- Ten From Infinity (1963, auch als The Deadly Sky, 1971, und Ten Deadly Men, 1976)
- The World Grabbers (1964, Tie-in zu der Fernsehserie One Step Beyond)
- City Under the Sea (1965, Romanfassung des gleichnamigen Films, deutscher Titel Stadt im Meer)
- A Study in Terror (1966, als Ellery Queen mit Manfred Bennington Lee und Frederick Dannay)
- Search for a Dead Nympho (1967)
- The Forgetful Robot (1968)
- I, the Machine (1968)
- Whom the Gods Would Slay (1968, als Ivar Jorgensen)
- The Cover Girls (1970)
- Pattern for Destruction (1970)
- To Catch a Crooked Girl (1971)
- The Deadly Sky (1971, als Ivar Jorgensen)
- The Doomsday Exhibit (1971)
- That Girl (1971)
- Love American Style (1971)
- The Frankenstein Wheel (1972)
  - Deutsch: Frankensteins Erbe. Pabel (Vampir Taschenbuch #45), 1977.
- Bridget Loves Bernie (1972)
- Five Knucklebones (Jugendbuch, 1972)
- The Ghost of Graveyard Hill (1972)
- Terror by Night (1972)
- Junior Bonner (1972)
- Coffy (1973, Romanfassung eines Drehbuchs)
- The Girl With Something Extra (1973)

mit Lester del Rey unter dessen Namen:
- The Runaway Robot (1965)
  - Deutsch: Der unschuldige Roboter. Pabel (Utopia Zukunft #297), 1967.
- Siege Perilous (1966, auch als The Man Without a Planet, 1969)
- Tunnel Through Time (1966)
- The Scheme of Things (1966)
- Prisoners of Space (1967)

The Man from S.T.U.D.-Serie (Sexpionage-Reihe, als F. W. Paul)
- 1 Sock It To Me, Zombie (1968)
- 2 The Solid Gold Screw (1968)
- 3 Three For An Orgy (1968)
- 4 The Orgy At Madame Dracula’s (1968)
- 5 Tool Of The Trade (1969)
- 6 Rape Is A No-No (1969)
- 7 The Planned Parenthood Caper (1969)
- 8 The Lay Of The Land (1969)
- 9 The Girl With The Polka-Dot Box (1969)
- 10 King On Queen (1971)
- The Man From S.T.U.D. vs. The Mafia (Sammelausgabe, 1971)

Kurzgeschichten
- Late Rain (1947)
- The Body of Madelon Spain (1947)
- Hallowed Be the Name (1947)
- No Hero Stuff (1947)
- The Guns of God (1947)
- Bullets For Breakfast (1948)
- The Lady and the Lynch Mob (1948)
- Nesters Die Hard (1948)
- Dead Man’s Gold (1948)
- The Memoirs of John Shevlin – The West’s Greatest Detective: The Case of the O’Henry Ending (1949)
- Devil on the Mountain (1949)
- The Broken Doll (1950)
- No Teeth for the Tiger (1950)
- Never Trust a Martian! (1951)
- Whom the Gods Would Slay (1951, als Ivar Jorgensen)
- Nine Worlds West (1951, als Clee Garson)
- Invasion from the Deep (1951)
- Witness for the Defense (1951)
- The Man with the Clutching Hand (1951)
- The Terrible Puppets (1951)
- The Man Who Stopped at Nothing (1951)
- Proud Asteroid (1951)
- Deadly Cargo (1951)
- The Missing Symbol (1952, als Ivar Jorgensen)
- Rest in Agony (1952, als Ivar Jorgensen)
- The Secret of Gallows Hill (1952)
- A Child Is Missing (1952)
- Brothers Beyond the Void (1952)
- Strange Blood (1952)
- The Dog with the Weird Tale (1952)
- The Jack of Planets (1952)
- Let’s Have a Little Reverence (1952)
- "Someday They'll Give Us Guns" (1952)
- The Woman in Skin 13 (1952)
- The Third Ear (1952)
- The Girl Who Loved Death (1952)
- Deadly City (1953, als Ivar Jorgensen, verfilmt als Target Earth, 1954)
- Side Road to Glory (1953, als Robert Eggert Lee)
- The Cosmic Frame (1955, Vorlage für den Film Invasion of the Saucer Men, auch als Invasion of the Hell Creatures, 1957, und für den Fernsehfilm Attack of the Eye Creatures, 1965)
- Beyond the Black Horizon (1955)
- The Smashers (1955)
- One Man to Kill (1955)
- This Is My Son (1955)
- The Man in the Ice Box (1955)
- All Walls Were Mist (1955)
- The Beasts of the Void (1956)
- Black Blockade (1956)
- Secret of the Martians (1956)
- The Treasure is Mine! (1956)
- The Beasts in the Void (1956)
- Dalrymple’s Equation (1956)
- Jason and the Maker (1956)
- Traitor’s Choice (1956)
- "I'll Think You Dead!" (1956)
- The Body Hunters (1959)
  - Deutsch: Die Menschenjäger. In: Larry T. Shaw (Hrsg.): Terror. Heyne SF&F #960, 1972.
- The World Burners (1959)
- Give Me My Body! (1959)
- A Great Night in the Heavens (1959)
- Culture for the Planets (1968)
- Not Born to Greatness (1968)
- Delenda Est Carthago (1968)
- Interlude in the Desert (1968)
- Robots Should Stick Together (1968)
- The Pit (1968)
- The Minefield (1968)
- Mastermind of Zark (1968)
- Phantoms of Zark (1968)
- The Brown Package (1968)
- Long Hop (1968)
- The Gallant Lady (1968)
- The Space Museum (1968)
- Those Remarkable Ravencrafts (1968)
- Lost in a Junkyard (1968)

Essays
- They Write … (1952)
- Introducing the Author: Paul W. Fairman (1956)
- A New Kind of Fiction (1957)
- Of Men and Dreams (1957)
- It Began With a Letter from the Russians (1958)
- Jehovah’s Witnesses Aren’t Science Fiction (1958)